# Smiley (televisieserie)
Smiley is een Spaanstalige LGBT-televisieserie gebaseerd op een toneelstuk van Guillem Clua met Carlos Cuevas en Miki Esparbé in de hoofdrollen. De door David Martin Porras en Marta Pahissa geregisseerde serie werd op 7 december 2022 door Netflix uitgebracht.

## Verhaal
Het verhaal draait om de (liefdes)relatie van de in Barcelona wonende barman Àlex die architect Bruno leert kennen nadat hij per ongeluk voicemail berichten naar Bruno's nummer heeft gestuurd.

## Rolverdeling
| Acteur            | Personage      | Afleveringen |
| ----------------- | -------------- | ------------ |
| Carlos Cuevas     | Àlex           | 8            |
| Miki Esparbé      | Bruno          | 8            |
| Pepón Nieto       | Javier / Keena | 6            |
| Meritxell Calvo   | Vero           | 6            |
| Giannina Fruttero | Patri          | 6            |
| Eduardo Lloveras  | Albert         | 6            |
| Ruth Llopis       | Núria          | 6            |
| Ramon Pujol       | Ramon          | 6            |
| Cedrick Mugisha   | Ibra           | 6            |